# Федеріка Бріньоне
Федеріка Бріньоне (італ. Federica Brignone) — італійська гірськолижниця, олімпійська медалістка, чемпіонка світу, призерка чемпіонатів світу.
Бронзову олімпійську медаль Бріньоне виборола на Пхьончханській олімпіаді 2018 року в змаганнях з гігантського слалому слалому. Вона фінішувала другою в гігантському слаломі на чемпіонаті світу 2011 року, що проходив у Гарміш-Партенкірхені. Загалом, станом на березень 2018 року Бріньоне має 8 перемог на етапах кубка світу.

## Виступи на Олімпійських іграх
| Рік  | Місце проведення          | СЛ   | ГС   | СГ | ШС  | КМ |
| ---- | ------------------------- | ---- | ---- | -- | --- | -- |
| 2010 | Ванкувер, Канада          | —    | 18   | —  | —   | —  |
| 2014 | Сочі, Росія               | DNF1 | DNF2 | —  | —   | 11 |
| 2018 | Пхьончхан, Південна Корея | —    | 3    | 6  | DNF | 8  |
| 2022 | Пекін, Китай              | DNF2 | 2    | 7  | —   | 3  |

## Виступи на чемпіонатах світу
| Рік  | Місце проведення               | СЛ   | ГС   | СГ | ШС | КМ   |
| ---- | ------------------------------ | ---- | ---- | -- | -- | ---- |
| 2011 | Гарміш-Партенкірхен, Німеччина | DNF1 | 2    | —  | —  | —    |
| 2015 | Вейл/Бівер-Крик, США           | 19   | DNF1 | —  | —  | —    |
| 2017 | Санкт-Моріц, Швейцарія         | 24   | 4    | 8  | —  | 7    |
| 2019 | Оре, Швеція                    | —    | 5    | 10 | —  | 6    |
| 2021 | Кортіна-д'Ампеццо, Італія      | DNF1 | DNF1 | 10 | —  | DNF1 |
| 2023 | Куршевель/Мерібель, Франція    |      |      |    |    | 1    |

## Зовнішні посилання
Досьє на сайті FIS

## Виноски
1. ↑  Olympedia — 2006.
2. ↑  Women's giant slalom results